# Gomphia sacleuxii
Gomphia sacleuxii är en tvåhjärtbladig växtart som först beskrevs av Van Tiegh., och fick sitt nu gällande namn av Bernard Verdcourt. Gomphia sacleuxii ingår i släktet Gomphia och familjen Ochnaceae. Inga underarter finns listade i Catalogue of Life.